# بيج مايلز
بيج مايلز (بالإنجليزية: Paige Miles)‏ هي مغنية أمريكية، ولدت في 24 سبتمبر 1985 في نيبلز في الولايات المتحدة.

## وصلات خارجية
- بيج مايلز على موقع IMDb (الإنجليزية)